# 1953-as magyar férfi kézilabda-bajnokság (első osztály)
Az 1953-as magyar férfi kézilabda-bajnokság a harmadik kézilabda-bajnokság volt, melyet kispályán rendeztek. A csapatok területi (budapesti és megyei) bajnokságokban játszottak, a győztesek (Budapestről és egyes megyékből több helyezett is) az országos középdöntőben, majd az országos döntőben küzdöttek tovább a végső helyezésekért. Budapesten tizenkét csapat indult el, a csapatok két kört játszottak. Az országos fordulókban már csak egy kör volt.
A VM Fűszért új neve Bp. Vörös Meteor lett.

## Országos döntő
| #  | Csapat                        | M | Gy | D | V | G+ | G- | P  |
| -- | ----------------------------- | - | -- | - | - | -- | -- | -- |
| 1. | Bp. Dózsa                     | 5 | 5  | 0 | 0 | 72 | 26 | 10 |
| 2. | Bp. Vörös Meteor              | 5 | 4  | 0 | 1 | 87 | 36 | 8  |
| 3. | Testnevelési Főiskola Haladás | 5 | 2  | 0 | 3 | 66 | 54 | 4  |
| 4. | Diósgyőri Vasas               | 5 | 2  | 0 | 3 | 48 | 51 | 4  |
| 5. | Martfűi Vörös Lobogó          | 5 | 1  | 1 | 3 | 37 | 81 | 3  |
| 6. | Veszprémi Haladás             | 5 | 0  | 1 | 4 | 37 | 99 | 1  |

* M: Mérkőzés Gy: Győzelem D: Döntetlen V: Vereség G+: Dobott gól G-: Kapott gól P: Pont

## Országos középdöntő
- Nyíregyháza: 1. Martfűi Vörös Lobogó 6, 2. Debreceni Honvéd 4, 3. Miskolci Vörös Meteor 2, 4. Békéscsabai Vörös Lobogó 0 pont
- Szeged: 1. Bp. Vörös Meteor 6, 2. Szegedi Honvéd 4, 3. Debreceni Dózsa 2, 4. Békéscsabai Lokomotív 0 pont
- Nagykanizsa: 1. Bp. Dózsa 6, 2. Vasas Elektromos 4, 3. Pécsi Honvéd 2, 4. Szentgotthárdi Vasas 0 pont
- Veszprém: 1. Veszprémi Haladás 5, 2. Tatabányai Bányász 3, 3. VL Győri Fonó 2, 4. Budakalászi Vörös Lobogó 2 pont
- Székesfehérvár: 1. TF Haladás 6, 2. Székesfehérvári MTSK 4, 3. Soproni Haladás 2, 4. Ózdi Vasas 0 pont
- Eger: 1. Diósgyőri Vasas 6, 2. Gödöllői Dózsa 4, 3. Debreceni Lokomotív 2, 4. Egri Haladás 0 pont

## Budapesti csoport
| #   | Csapat                        | M  | Gy | D | V  | G+  | G-  | P  |
| --- | ----------------------------- | -- | -- | - | -- | --- | --- | -- |
| 1.  | Bp. Vörös Meteor              | 22 | 19 | 1 | 2  | 354 | 217 | 39 |
| 2.  | Bp. Dózsa                     | 21 | 17 | 1 | 3  | 308 | 194 | 35 |
| 3.  | Vasas Elektromos              | 22 | 15 | 2 | 5  | 283 | 193 | 32 |
| 4.  | Testnevelési Főiskola Haladás | 21 | 15 | 2 | 4  | 287 | 211 | 32 |
| 5.  | Vasas Beloiannisz             | 22 | 11 | 4 | 7  | 245 | 194 | 26 |
| 6.  | VL Kistext                    | 22 | 11 | 2 | 9  | 305 | 272 | 24 |
| 7.  | VL Lőrinci Fonó               | 22 | 9  | 2 | 11 | 272 | 299 | 20 |
| 8.  | Bp. Honvéd                    | 21 | 7  | 1 | 13 | 202 | 223 | 15 |
| 9.  | Építők Metró                  | 22 | 7  | 1 | 14 | 231 | 309 | 15 |
| 10. | Bp. Kinizsi                   | 21 | 6  | 2 | 13 | 237 | 302 | 14 |
| 11. | Csepeli Vasas                 | 20 | 2  | 1 | 17 | 157 | 277 | 5  |
| 12. | Rákospalotai Lokomotív        | 22 | 0  | 1 | 21 | 183 | 363 | 1  |

* M: Mérkőzés Gy: Győzelem D: Döntetlen V: Vereség G+: Dobott gól G-: Kapott gól P: Pont
Megjegyzés: 3 meccs eredménye hiányzik.